# 애플 사이더

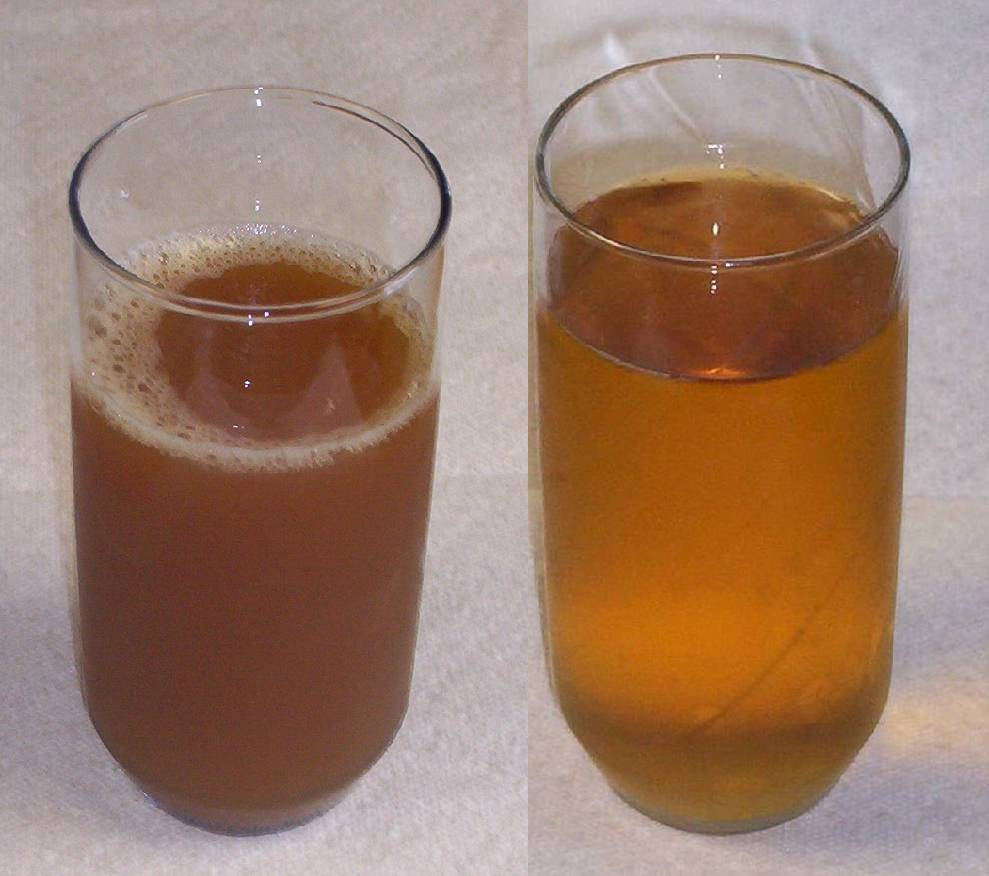
애플 사이더(왼쪽)는 여과되지 않은 무가당 사과 주스이다. 오늘날 대부분의 사과 주스(오른쪽)는 여과(및 저온 살균)된다.

애플 사이더(Apple cider)는 미국과 캐나다에서 사과로 만든 무알코올 음료이다. 미국에서는 일반적으로 "사이더"라고 부르지만, 미국에서는 "하드 사이더"라고 불리는 다른 곳에서는 사이더라고 알려진 알코올 음료와 혼동해서는 안 된다. 미국과 캐나다 이외의 지역에서는 일반적으로 흐린 사과 주스라고 부르며, 이는 더 맑고 여과된 사과 주스와 딱딱한 사과 주스와 구별하기 위해서이다.
신선한 액체 사이더는 사과의 코어, 사과의 조각, 이상한 크기 또는 모양의 "불완전한" 사과 또는 사과 도태를 포함하여 사과 전체에서 추출된다. 신선한 애플 사이더는 부유물에 있는 미세한 사과 입자 때문에 불투명하고 일반적으로 상업적으로 조리되고 여과된 사과 주스보다 톡 쏘는 맛이 나지만, 이것은 사용되는 사과의 종류에 다소 의존한다. 사이더는 때때로 박테리아를 죽이고 유통기한을 연장하기 위해 저온 살균되거나 자외선에 노출되지만, 전통적인 가공되지 않은 사이더는 여전히 일반적이다. 일부 업체들은 보존제와 끓는 사이더를 첨가하기 시작해 냉장 없이도 선반에 안정적으로 보관할 수 있도록 했다. 어느 형태로든 사과주는 가을에 제철 생산된다. 그것은 전통적으로 할로윈, 추수감사절, 크리스마스, 그리고 다양한 새해 전날 휴일에 가을 내내 제공된다.

## 명명법

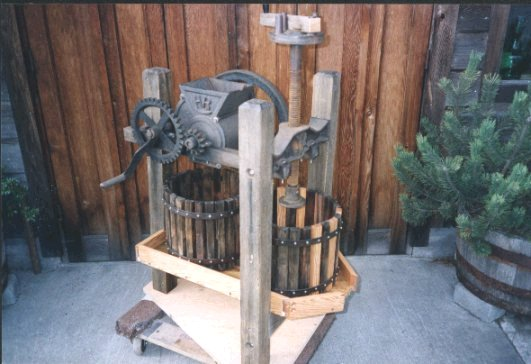
빈티지 콤비네이션 사과 그라인더와 프레스. 슬레이트 바스켓을 왼쪽에서 오른쪽으로 이동하면 2명이 동시에 생산할 수 있다.

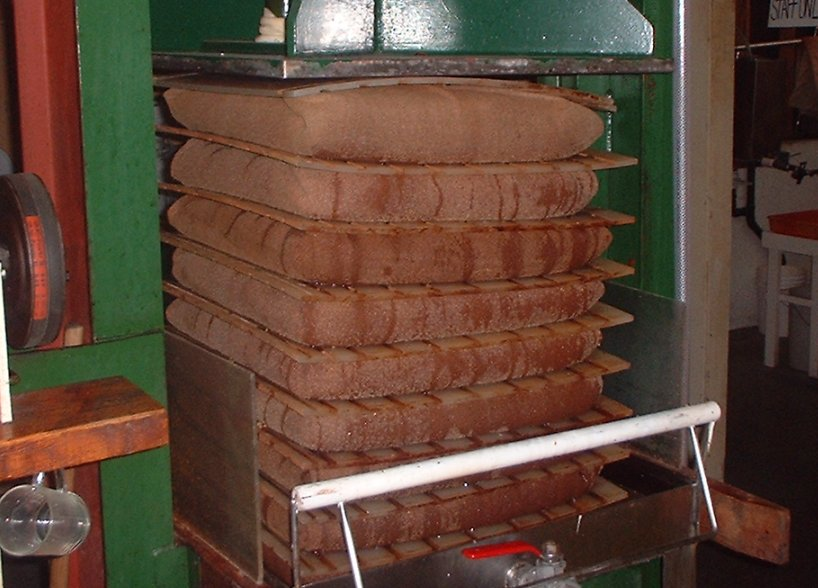
소규모 유압식 사과 프레스. 각 로드는 약 /(116 영국식 갤런)

비록 사이더라는 용어가 세계의 많은 곳에서 발효 알코올 음료에 사용되지만, 북아메리카에서는 종종 신선한 애플 사이더를 가리키지만, 대신 하드 사이더가 알코올 음료를 지칭할 때 사용된다. 미국과 캐나다의 많은 지역에서, 신선한 품종은 종종 알코올 품종을 지칭하는 "사이더"와 함께 "애플 사이더"로 언급된다.

몇몇 주들은 사과 주스와 애플 사이더의 차이를 명시하지만, 그 차이는 미국 전역에 걸쳐 잘 확립되어 있지 않다. 메사추세츠는 신선한 생 사과 주스와 가공되고 조리된 사과 주스를 적어도 구별하기 위한 시도를 한다; 그것의 농업 자원부에 따르면,
사과 주스와 애플 사이더는 둘 다 사과로 만든 과일 음료이지만, 둘 사이에는 차이점이 있다. 신선한 사이더는 과육이나 침전물의 거친 입자를 제거하는 여과 과정을 거치지 않은 생사과 주스이다. 사과 주스는 고체를 제거하기 위해 요리되고 걸러진 주스이며, 신선함을 더 오래 유지하기 위해 저온 살균된다. 진공 밀봉 및 추가 필터링은 사과 주스의 유통 기한을 연장한다.
이것은 여전히 여과되지 않은 사과 주스를 회색 영역에서 더 이상 날것이 아닌, 아마도 사이더이지만 그렇게 표시되지 않은 채로 남긴다. 농축액에서 감미료를 첨가하거나 재구성하면 훨씬 더 회색으로 남는다.
캐나다는 여과되지 않은 무가당 사과 주스를 신선도에 관계없이 애플 사이더로 인정한다.

## 천연 사이더

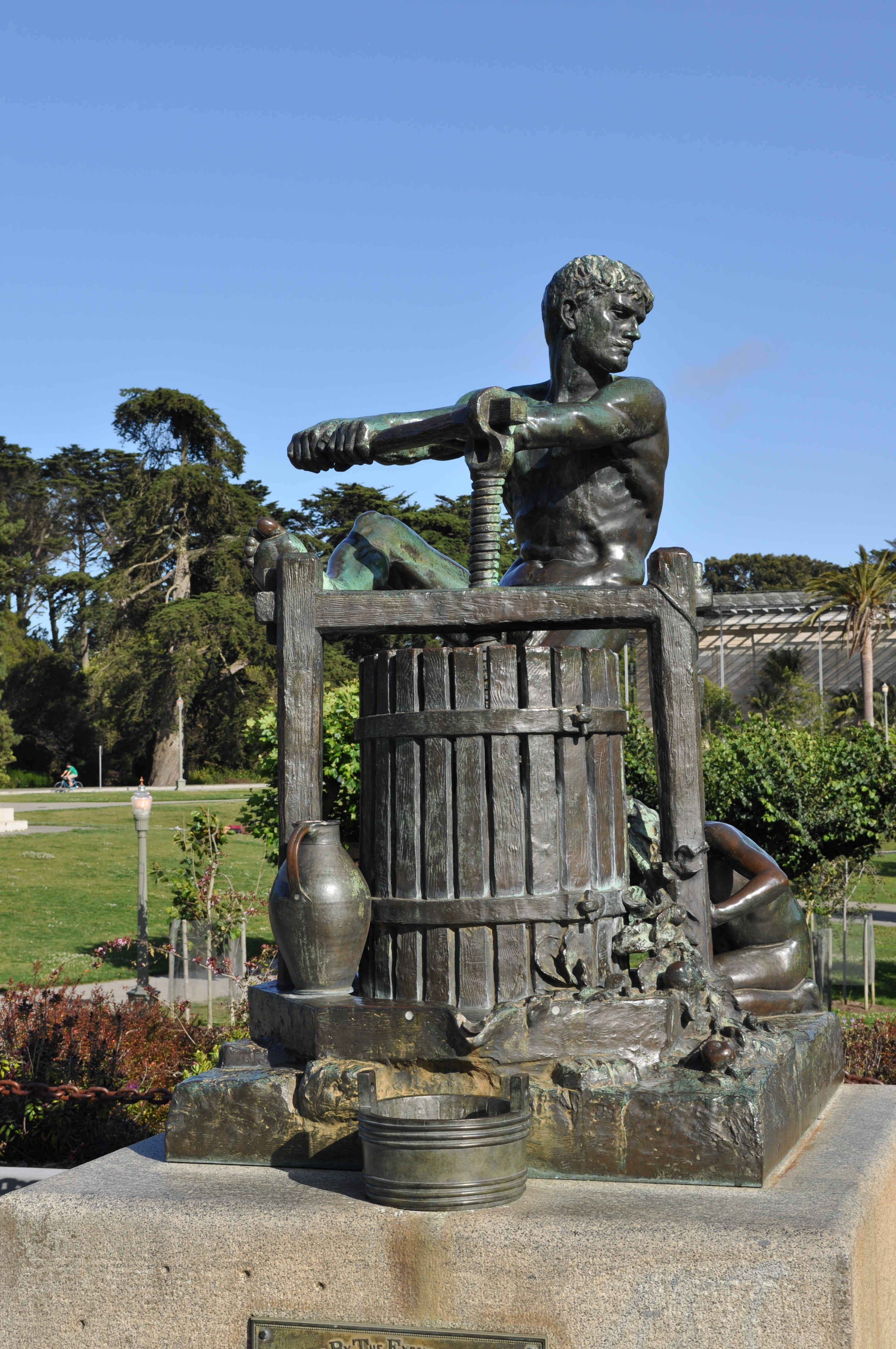
골든 게이트 공원 사과 프레스 기념물

역사적으로 모든 사이더는 가공되지 않은 날것으로 자연 상태로 남겨졌다. 시간이 지나면, 사과 껍질이나 사과 제조 기계에 존재하는 공기 중의 효모는 완성된 사과에서 발효를 시작할 것이다. 알코올은 저절로 발생하고 해로운 박테리아의 성장을 막을 것이다. 현대적인 냉장이 등장했을 때, 사과주와 다른 과일 주스들은 발효를 지연시키면서 오랫동안 차갑게 유지되거나 냉동될 수 있었다. 그러나 냉장이 중단되면 세균 오염이 증가할 수 있다. 질병의 발생은 상업적으로 생산된 사이더를 열 또는 자외선으로 처리하도록 요구하는 일부 주 정부 규제를 초래했다.
그 결과, 천연 생 사이더는 제철 특산 음료로, 사과 재배 지역의 과수원과 소규모 시골 제분소에서 현장 생산되어 그곳, 농산물 시장 및 일부 주스 바에서 판매된다. 이러한 전통적인 애플 사이더는 보통 균형 잡힌 맛을 내기 위해 여러 가지 다른 사과의 혼합물로 만들어진다. 한때 톡 쏘는 맛으로 가장 인기 있는 사이더 사과 중 하나였던 조나단과 와인삽과 같은 가보 품종의 혼합물이 자주 사용된다. 많은 미국 주들은 이제 살균되지 않은 사이더에 병에 경고 라벨을 달 것을 요구한다.
냉동을 하더라도 생 사이더는 몇 주 안에 약간 탄산화되기 시작하고, 발효 과정이 계속되면서 결국 딱딱한 사이더가 될 것이다. 일부 생산자들은 이 발효를 하드 사이더를 만들기 위해 사용하고, 다른 생산자들은 그것을 아세틸화로 이어가 인공 애플 사이더 식초를 만든다.

## 가공 된 사이더
많은 상업적으로 생산된 애플 사이더는 저온 살균되거나 저장 수명을 연장하는 인공 보존료가 첨가된다. 가장 일반적으로 사용되는 방법은 저온 살균이지만, UV 살균 역시 사용된다.
주스를 부분적으로 요리하는 저온 살균은 사이더의 단맛, 사이더의 바디감 및 맛에 약간의 변화를 초래한다. 자외선은 눈에 잘 띄지 않는 효과를 가지고 있다. 요리용 사과주와 화학 보존제를 첨가하는 것은 많은 사과주들이 냉장 없이 운송되고 판매될 수 있게 했다.
연방 차원의 규제에 대한 자극은 대장균 O157:H7의 발생으로 시작되었는데,1990년대 후반 오염된 애플 사이더와 살균 되지 않는 애플 사이더에 의해 야기된 것들이었다. 때문에 미국 식품의약국(FDA)은 1998년에 법령을 냈다. 캐나다는 2000년에 규제를 탐구하기 시작했다.
미국의 규제는 2001년에 마무리되었고, FDA는 주스 생산자와 대부분의 대형 사이더 생산자들이 HACCP(Hazard Analysis and Critical Control Points) 통제를 따르도록 요구하는 규칙을 발표했다. 열 저온 살균, 자외선 살균 조사(UVGI) 또는 기타 입증된 방법을 사용하여 병원체의 5-log 감소를 달성한다고 발표했다.

그러나 캐나다는 제조업체를 위한 자발적인 실천 강령, 주스/사이더의 자발적인 라벨링, 그리고 살균되지 않은 주스 제품의 소비와 관련된 가능한 건강 위험에 대해 소비자들에게 알리기 위한 교육 캠페인에 의존하고 있다.

## 상업적 생산

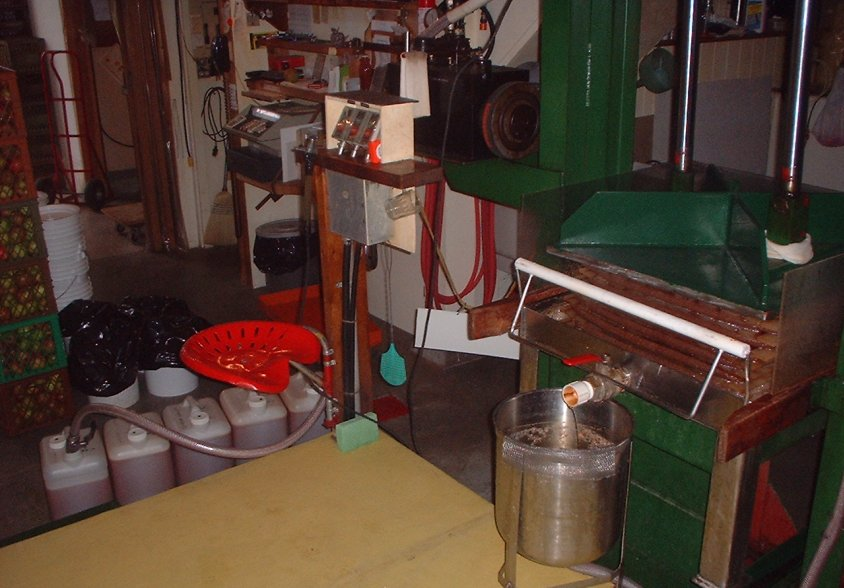
현대 농촌 지역 공장에서 사이더. 주문형 배치는 필요에 따라 벌크 컨테이너에 직접 압착된다.

현대의 애플 사이더 만들기는 사람이나 말로 움직이는 분쇄기와 관련된 초기 형태의 생산에서 먼 길을 걸어왔다. 이것들은 과일을 으깨기 위한 무거운 순환 바퀴가 있는 돌이나 나무 수조와 과육에서 나오는 즙을 표현하기 위한 큰 수동 나사 압착기로 구성되었다. 밀짚은 일반적으로 압착할 때 펄프를 담는 데 사용되었고, 나중에 거친 천으로 대체되었다. 파머 브라더스 1800년대 중반부터 1900년대 중반까지 가장 인기 있는 현대적인 랙과 천 프레스를 만들었다. 기술이 발전함에 따라 회전식 드럼 "스크래터"가 사용되기 시작했다. 오늘날 거의 모든 소규모 프레스 작업은 일반적으로 "랙 앤 클로스 프레스"라고 불리는 프레스 천과 플라스틱 랙이 있는 전기 유압 장비를 사용한다.
사과의 종류와 최적의 추출 방법에 따라 1갤런(3.78리터)의 사이더를 만드는 데는 약 3분의 1 부셸(10리터)이 필요하다. 사과는 씻고, 자르고, 거친 사과 소스의 일관성을 가진 매쉬로 갈아진다. 그런 다음 이 매쉬의 층을 천으로 싸서 유압 프레스가 층을 함께 압착하는 나무 또는 플라스틱 랙 위에 놓거나, 매쉬가 연속적인 벨트 필터 프레스 위에 분배된다. 이것은 연속적이고 매우 효율적인 작동으로 펄프에서 즙을 짜내는 일련의 롤러 사이에 공급되는 두 개의 투과성 벨트 사이에서 펄프를 짜낸다. 그 결과로 만들어진 주스는 냉장 탱크에 저장되고, 박테리아를 죽이고, 유통기한을 연장하기 위해 저온 살균되고, 병에 담겨 애플 사이더로 판매된다. 주스는 발효되어 하드 사이더를 생산할 수도 있으며, 아세토박터에 노출되어 애플 사이더 식초를 생산하거나 증류하여 사과 브랜디를 생산할 수도 있다. 압착 후 남은 폐기물은 소 사료용으로 판매된다.

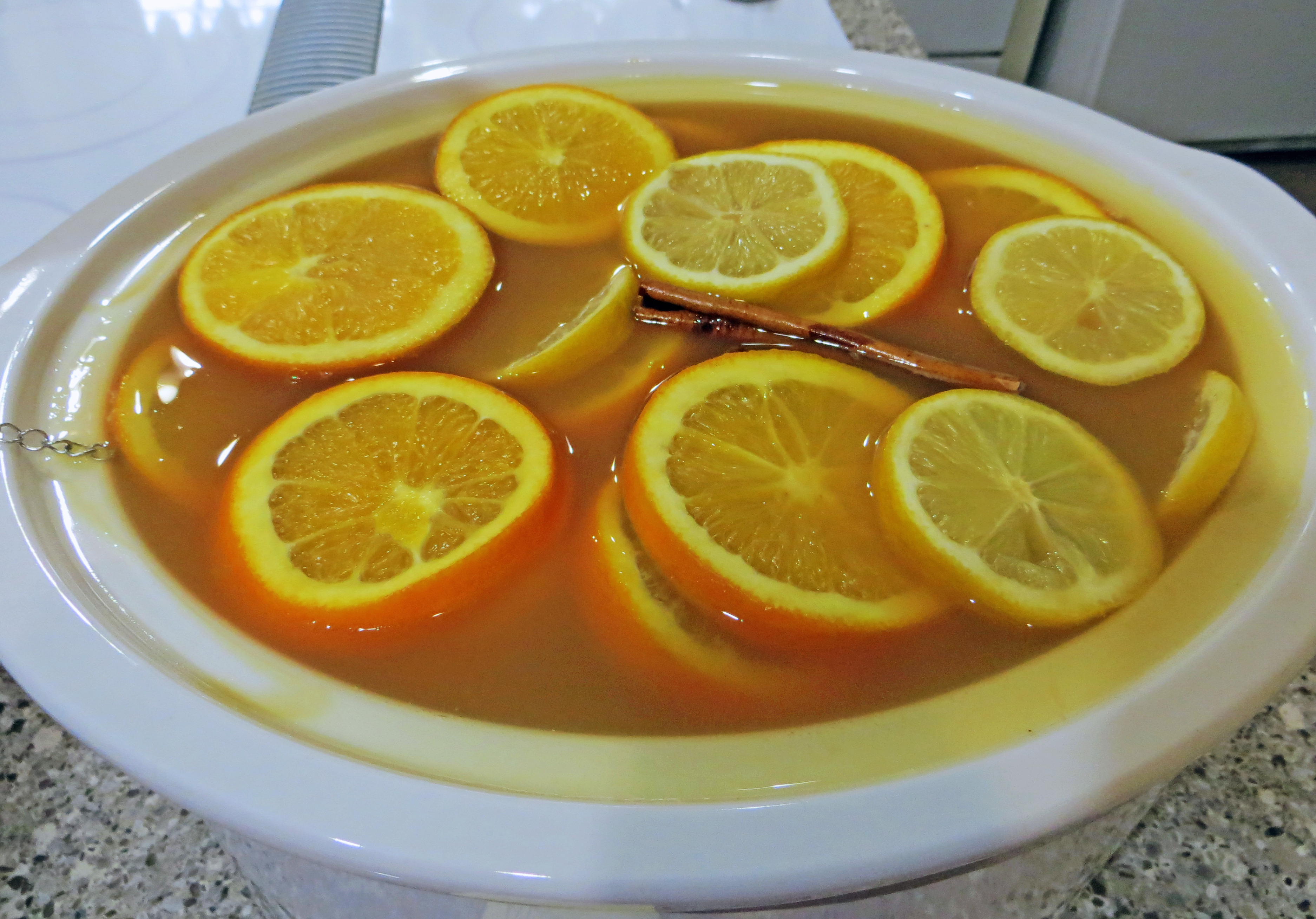
뜨겁게 설탕과 가공한 사이더

와세일과 유사한 뜨거운 애플 사이더는 가을과 겨울에 인기 있는 음료이다. 사이더는 시나몬, 오렌지 껍질, 육두구, 정향, 또는 다른 향신료를 첨가하면서 끓기 직전의 온도로 가열된다.
진정한 "스파클링 사이더"는 여과되지 않은 애플 사이더로 만들어진 자연 탄산 음료이다. "스파클링 사과 주스"는 마르티넬리의 유명한 브랜드처럼 여과되고, 저온 살균되며, 기계적으로 탄산화되어 진정한 사과 주스가 아니다.
로제 애플 사이더는 붉은 껍질의 사과 크랩을 사용하여 얻을 수 있다.
"사이더 도너츠"는 전통적으로 생사이더의 효모를 발효제로 사용했다. 오늘날 그것들은 때때로 사이더 공장과 길가의 가판대에서 판매되지만, 천연 사이더가 사용된다는 보장은 없다. 사과, 도넛, 그리고 직접 딴 사과를 위해 가을에 사과 과수원을 방문하는 것은 농업 관광의 큰 부분이다.

## 문화적 중요성
애플 사이더는 미국 뉴햄프셔 주의 공식 음료이다.
- 애플 사이더 쿠키
- 사과 요리 목록
- 뜨거운 음료 목록
- 해야 하다

## 같이 보기
- 사과 요리 목록
- 머스트